# Bessé
Bessé ist ein Ort und eine Gemeinde mit 113 Einwohnern (Stand 1. Januar 2022) im westfranzösischen Département Charente in der Region Nouvelle-Aquitaine. Zur Gemeinde gehören auch mehrere Weiler und Einzelgehöfte.

## Lage
Der Ort Bessé liegt im Nordwesten des Départements in der alten Kulturlandschaft des Angoumois, einem Teil der Landschaft der Charente, etwa 45 km (Fahrtstrecke) nördlich der Stadt Angoulême beziehungsweise rund 81 km südwestlich von Poitiers in einer Höhe von etwa 95 m ü. d. M.

## Bevölkerungsentwicklung
| Jahr      | 1800 | 1851 | 1901 | 1954 | 1999 | 2013 |
| Einwohner | 382  | 414  | 334  | 222  | 152  | 138  |

Der kontinuierliche Rückgang der Bevölkerungszahlen seit dem ausgehenden 19. Jahrhundert ist im Wesentlichen auf den Verlust an Arbeitsplätzen infolge der Reblauskrise im Weinbau und der zunehmenden Mechanisierung der Landwirtschaft zurückzuführen.

## Wirtschaft
Der Ort und seine Umgebung waren jahrhundertelang landwirtschaftlich geprägt; die meisten Menschen lebten als Selbstversorger. Im ausgehenden Mittelalter und in der frühen Neuzeit wurde der Weinbau vorangetrieben, der jedoch – nach der Reblauskrise im ausgehenden 19. und beginnenden 20. Jahrhundert – nahezu eingestellt wurde. Seit den 1960er Jahren spielt der Tourismus in Form der Vermietung von Ferienwohnungen (gîtes) eine nicht unbedeutende Rolle im Wirtschaftsleben der Gemeinde.

## Geschichte
Bereits in der Jungsteinzeit war die Region besiedelt (Dolmen de la Pierre Blanche).
Der erstmals im Jahr 1302 unter dem Namen Beyssiec erwähnte Ort gehörte – wie die ganze Region des nördlichen Angoumois – ursprünglich zur historischen Provinz Poitou.

## Sehenswürdigkeiten

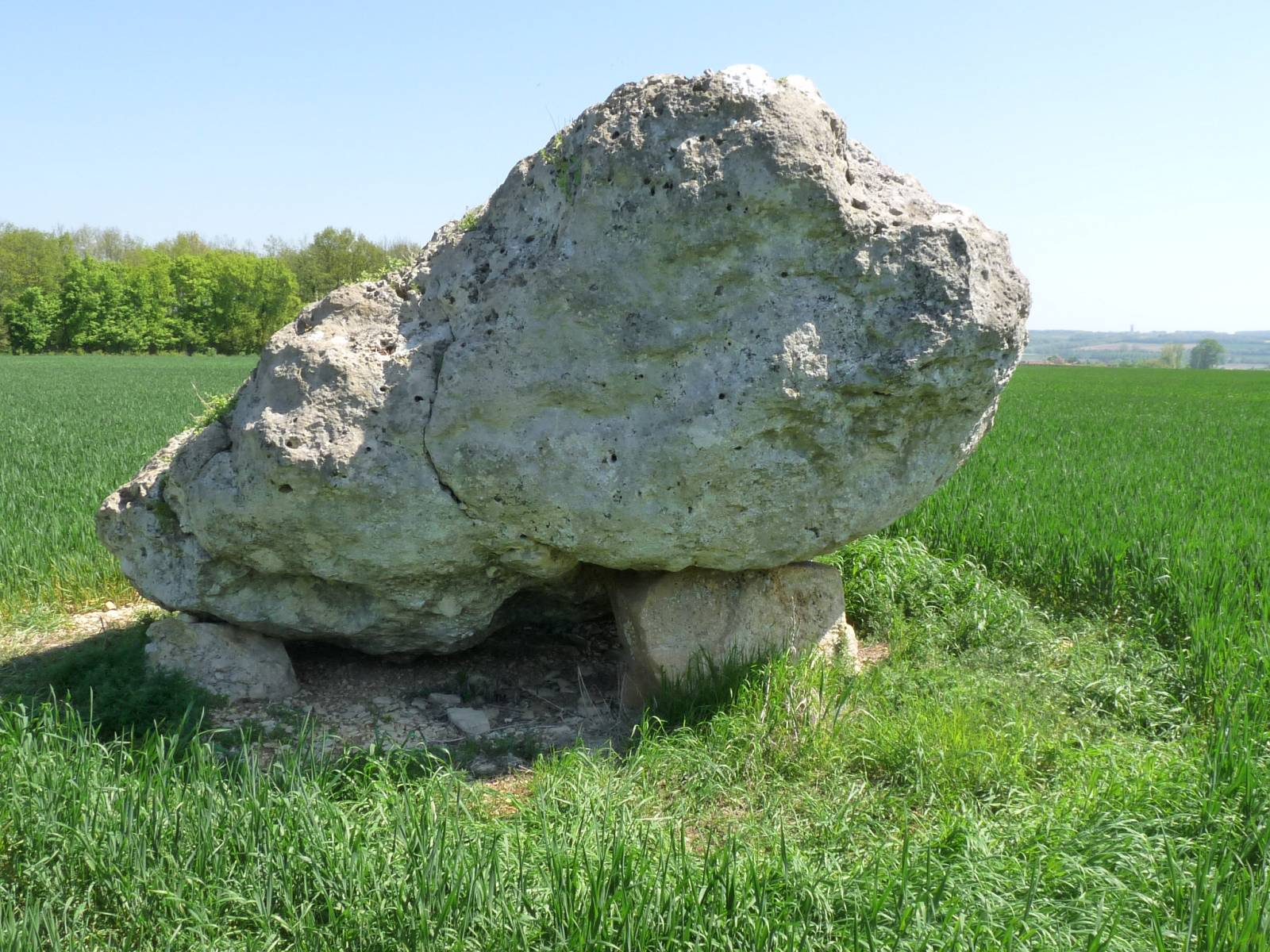
Dolmen de la Pierre Blanche

- Die einschiffige Pfarrkirche Saint-Sébastien ist ein schlichter Bau des 12. Jahrhunderts, der im 15. Jahrhundert umgebaut wurde. Der weitgehend erneuerte Glockenturm stammt aus dem Jahr 1882. Die Kirche steht seit dem Jahr 1987 auf der Inventarliste der Monuments historiques.[1]
- Am Ortsrand steht ein Waschhaus (lavoir) mit einem Brunnen und mehreren steinernen Waschbecken. Es ist – zusammen mit anderen Gebäuden im Ort – ebenfalls in der Inventarliste der Monuments historiques verzeichnet.[2]

außerhalb
- Etwa zwei Kilometer südöstlich befindet sich der Dolmen de la Pierre Blanche (45° 56′ 48,8″ N, 0° 5′ 35″ O), dessen unbearbeiteter Deckstein die viel kleineren, teilweise geglätteten Tragsteine (Orthostaten) ins Erdreich gedrückt hat. Der Dolmen ist seit dem Jahr 1930 als Monument historique anerkannt.[3]